# Tropidodipsas zweifeli
Tropidodipsas zweifeli är en ormart som beskrevs av Liner och Wilson 1970. Tropidodipsas zweifeli ingår i släktet Tropidodipsas och familjen snokar. Inga underarter finns listade i Catalogue of Life.
Artepitetet i det vetenskapliga namnet hedrar den amerikanska herpetologen Richard G. Zweifel.
Denna orm är endast känd från två fyndplatser i Mexiko i delstaterna Guerrero respektive Morelos. Arten lever där i varma lövfällande skogar. Honor lägger ägg.
Det är inget känt om populationens storlek och möjliga hot. IUCN listar arten med kunskapsbrist (DD).